# David Day
David Day (Sooke, Columbia Británica, 1947) es un escritor canadiense, notable principalmente por sus estudios y biografías de J. R. R. Tolkien.

## Biografía
Al acabar el colegio en Victoria, Columbia Británica, Day trabajó de leñador durante cinco años en la isla de Vancouver. Tras ese periodo viajó a Europa, entre otros países a Grecia, donde escribió su primer libro de poemas, titulado The Cowichan. También vivió en Londres.
El principal objeto del trabajo de Day es la vida y obra de Tolkien. Sus libros sobre este particular incluyen The Tolkien Bestiary (1978), The Tolkien Companion (1993), Tolkien's Ring (1994), The Hobbit Companion (2000), Tolkien: The Illustrated Encyclopedia (2000) y The World of Tolkien (2003). Sin embargo, muchos estudiosos de Tolkien acusan a los trabajos de Day de ser imprecisos, contener mucha información incorrecta y de asumir como ciertas cosas que Tolkien nunca reveló. [cita requerida]
Day también ha escrito varios libros para niños, y ensayos sobre ecología y especies extintas o en peligro. En The Doomsday Book of Animals (1981) Day describe varios cientos de especies extintas; muchas de ellas ilustradas en color por primera vez. Este libro fue la base de la serie de televisión de cien capítulos de animación titulada Lost Animals, emitida entre 1995 y 1996. Su libro Eco Wars (1989) es un ensayo sobre activistas de defensa de los animales, como Dian Fossey y Chico Mendes, que entregaron sus vidas en defensa del medio ambiente. En su libro The Whale War se basó un documental de la BBC.

## Trabajos

### Poesía
- 1975: The Cowichan;
- 1977: Many Voices: An Anthology of Contemporary Canadian Indian Poetry (coeditor), ISBN 0-888-94134-X;
- 1981: The Scarlet Coat Serial, ISBN 0-888-78135-0;
- 1984: The Animals Within;
- 1986: Gothic;
- 1997:
  - The Visions and Revelations of St. Louis the Metis, ISBN 1-895-44964-2, y
  - Just Say 'No' to Family Values, ISBN 1-550-96162-4.

### Ecología y naturaleza
- 1981: The Doomsday Book of Animals, ISBN 0-670-27987-0;
- 1987: The Whale War, ISBN 0-871-56775-X;
- 1989:
  - The Eco Wars: True Tales of Environmental Madness, ISBN 0-312-04418-6,
  - The Encyclopedia of Vanished Species (edición revisada de The Doomsday Book of Animals), ISBN 0-947-88930-2;
- 1990: Noah's Choice;
- 1992: Green Penguin Book Guide; y
- 1994: The Complete Rhinoceros.

### Fantasía y mitología
- 1978:
  - The Burroughs Bestiary, ISBN 0-450-03442-9,
  - A Tolkien Bestiary, ISBN 0-345-28283-3;
- 1984: Castles, ISBN 0-070-37280-2;
- 1992: Tolkien: The Illustrated Encyclopedia, ISBN 0-025-33431-X;
- 1993: A to Z of Tolkien, The Tolkien Companion o Guide to Tolkien, ISBN 1-571-45878-6;
- 1994: Tolkien's Ring, ISBN 0-261-10298-2;
- 1996: The Quest for King Arthur, ISBN 0-816-03370-6;
- 1997: The Hobbit Companion, ISBN 1-570-36391-9; y
- 2002: Tolkien's World, ISBN 0-517-22317-1.

### Historia
Únicamente como editor:
- 1975: History and Literature: Sound Heritage Anthology Series;
- 1976: Myth and the Mountains: Sound Heritage Anthology Series; y
- 1977: Men of the Forest: Sound Heritage Anthology Series.

### Literatura y poesía infantil
- 1986: The Emperor's Panda, ISBN 0-396-09036-2;
- 1989: The Swan Children, ISBN 0-824-98461-7;
- 1990: The Sleeper, ISBN 0-824-98456-0;
- 1991:
  - Aska's Animals, ISBN 0-385-25315-X,
  - The Big Lie o The Walking Catfish, ISBN 0-027-26360-6,
  - The Wolf Children;
- 1992: Aska's Birds, ISBN 0-385-25388-5;
- 1993:
  - The King of the Woods, ISBN 0-027-26361-4,
  - Tippu, ISBN 0-812-06498-4; y
- 1994: Aska's Sea Creatures, ISBN 0-385-32107-4.

### Televisión, radio, cine y teatro
- 1984:
  - The Scarlet Coat -  teatro,
  - The Lost - radio;
- 1988:
  - Gothic - teatro (hasta 2003),
  - The Emperor's Panda - teatro,
  - First Step - cine;
- 1990: Noah's Choice - televisión;
- 1993:
  - Still Life at the Penguin Cafe - ballet,
  - The Whale War - televisión;
- 1995 y 1996: Lost Animals – serie de televisión de cien episodios;
- 1998: Just Say 'No' to Family Values - poesía y jazz; y
- 2000: Arthur I y Arthur II – ballets.